# سيسوفيوم بورتولاكاستروم
سيسوفيوم بورتولاكاستروم تُيعرف عادةً باسم الرجلة الساحلية أو الرجلة البحرية (بالإنجليزية: Sesuvium portulacastrum)‏ (بالتاغالوغية: hǎimǎchǐ)‏ و(بالصينية: 海马齿)، هو عشب معمر مترامي الأطراف ينتمي إلى عائلة Aizoaceae، ويزدهر في المناطق الساحلية وأشجار المانجروف في مختلف أنحاء العالم. ينمو هذا النبات في التربة الرملية الطينية، والحجر الجيري الساحلي، والحجر الرملي، والمسطحات المدية، والمستنقعات المالحة. موطنه الأصلي يشمل أفريقيا، وآسيا، وأستراليا، وهاواي، وأمريكا الشمالية والجنوبية. وقد تجنس في العديد من المناطق التي ليست موطنًا أصليًا له. 

## الوصف
سيسوفيوم بورتولاكاستروم هو نبات متسلق يمكن أن يصل طوله إلى 30 سنتيمترًا (12 بوصة) وله سيقان سميكة وناعمة قد تصل إلى 1 متر (3.3 قدم). أوراقه خضراء ناعمة، ممتلئة، لامعة، ذات شكل خطي أو رمحي، يتراوح طولها بين 1 إلى 7 سنتيمترات (0.39 إلى 2.76 بوصة)، وعرضها بين 1.5 إلى 2 سنتيمتر (0.59 إلى 0.79 بوصة).
تخرج أزهار سيسوفيوم بورتولاكاستروم من محاور الأوراق. هي صغيرة الحجم، يبلغ قطرها 0.5 سنتيمتر (0.20 بوصة)، وتكون باللون الوردي أو الأرجواني. تغلق الأزهار في الليل أو عندما تكون السماء غائمة. تُلقَح بواسطة النحل والعث.
الثمرة هي كبسولة مستديرة تحتوي على بذور سوداء صغيرة لا تطفو. 

## التصنيف
تم نشره لأول مرة بأسم سيسوفيوم بورتولاكاستروم بواسطة كارل لينيوس في عام 1753. بعد ست سنوات، نقله لينيوس إلى جنس السيسوفيوم، وظل الاسم هكذا منذ ذلك الحين، باستثناء محاولة فاشلة في عام 1891 من قبل أوتو كونتز لنقل النوع إلى جنس جديد باسم الساليكورنيا الساحلية. 

## الكيمياء والطب
تركيبة الأحماض الدهنية: حمض البالمتيك (31.18%)، حمض الأوليك (21.15%)، حمض اللينولينيك (14.18%)، حمض اللينوليك (10.63%)، حمض الميريستيك (6.91%)، وحمض البيهينيك (2.42%). أظهر المستخلص النباتي نشاطًا مضادًا للبكتيريا ومضادًا للمبيضات، بالإضافة إلى نشاط مضاد للفطريات معتدل.. 

## الاستهلاك البشري

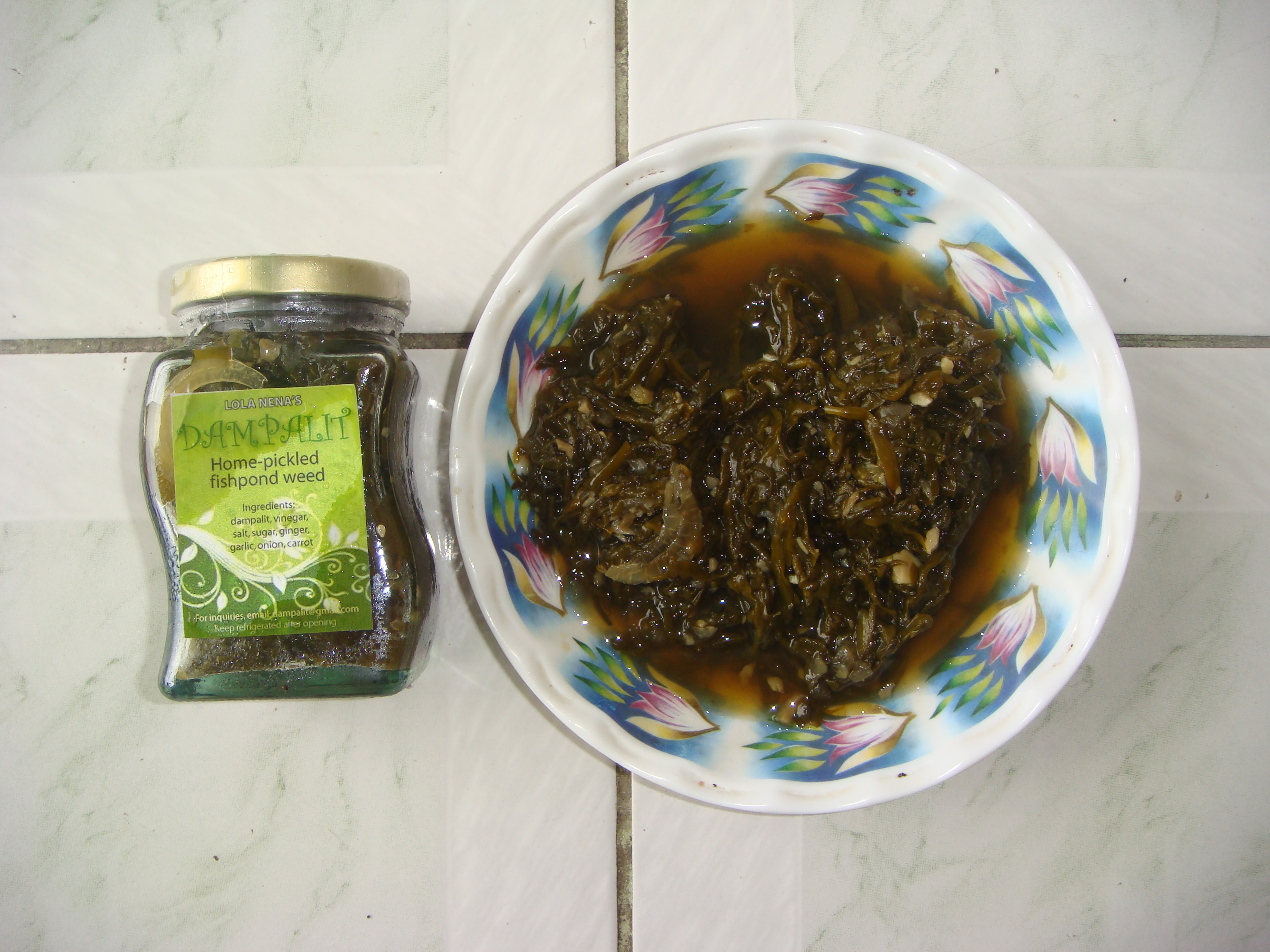
أتسارا ، بهار فلبيني غالبًا ما يتميز بالدامباليت

يتم تناول سيسوفيوم بورتولاكاستروم في الفلبين، حيث يُطلق عليه اسم "دامباليت" في التاغالوغية و"بيلانج" أو "بيلانجبيلانج" في لغة الفيسايان. يُستخدم النبات بشكل رئيسي للتخليل ويُستهلك على شكل "أتشارا" (مخلل تقليدي حلو).

## روابط خارجية
- دليل ميداني عبر الإنترنت لنباتات المستنقعات المالحة الشائعة في كوينزلاند